# 맛2
"맛2"(Taste2)는 한국에서 제작된 경석호 감독의 2015년 멜로/로맨스, 드라마 영화이다. 고은성 등이 주연으로 출연하였다.

## 출연

### 주연
- 고은성

### 조연
- 김수정
- 은진
- 이은미